# Ronan Khalil
Pour les articles homonymes, voir Khalil.
Ronan Khalil est un claveciniste français d'origine libanaise, né en 1986. Il est également directeur musical de l'Ensemble Desmarest.

## Biographie
Ronan Khalil est initié à la musique ancienne à la Maîtrise de Bretagne. Il s'oriente ensuite, grâce à l'enseignement de Pascal Dubreuil, vers la pratique du clavecin au Conservatoire National de Région de Bretagne à Rennes. Il cherchera, par la suite à se perfectionner d'abord en Grande-Bretagne, à Manchester, auprès de Sharon Gould à l'École de musique de Chetham puis aux Pays-Bas au Conservatoire royal de La Haye auprès de Fabio Bonizzoni,. Il sera également l'élève de Christophe Rousset à l'Accademia Musicale Chigiana de Sienne. 
De retour en France, il intègre le Conservatoire national supérieur de musique et de danse de Paris où il obtient un premier prix de basse-continue.
En 2012, il fonde l’Ensemble Desmarest qui se consacre au répertoire musical des XVIIe et XVIIIe siècles et dont il est le directeur musical. Cette même année, l'Ensemble Desmarest est en résidence au Centre culturel de rencontre d'Ambronay.
Depuis il se produit dans de nombreuses villes d'Europe et lieux prestigieux comme l'Auditorium du Louvre, le Teatro La Fenice, l'Opéra National du Rhin, le Wiener Konzerthaus, Teatro Marti à la Habana, Virtuosi Festival à Recife, Belém, Natal, Fortaleza, à Beirut Chants Festival. Il a participé à la production du Théâtre du Ranelagh à Paris "Le Neveu de Rameau" aux côtés des acteurs Nicolas Vaude et Gabriel Le Doze.

## Prix et distinctions
- En 2008, premier prix et prix du public au Concours international de clavecin de la fondation Marcelle et Robert de Lacour (Festival d’Auvers-sur-Oise)[1].
- En 2009, premier prix du Concours international de clavecin de Bologne[12] et prix Oriolis-Kriegelstein à Paris[13].
- En 2012, prix Oriolis-Kriegelstein au Conservatoire National Supérieur de Musique et Danse de Paris[14]
- En 2012, prix du public du Concours Westfield organisé à l’université de Maryland (USA)[15]

## Discographie
- La Descente d'Orphée aux enfers H488 Marc-Antoine Charpentier, Ensemble Desmarest, Glossa, mai 2018
- L'Anonyme Parisien / Charles Dollé, avec Robin Pharo, Paraty Records, octobre 2016[16],[17],[18]
- Il Pianto della Madonna, Ensemble Desmarest, B Records, avril 2016[19],[20],[21],[22]
- Les Arts Florissants, Ensemble Marguerite Louise, CVS, 2017[23]